# Episodi de Il virginiano (quinta stagione)
La quinta stagione della serie televisiva Il virginiano è andata in onda negli Stati Uniti dal 14 settembre 1966 al 12 aprile 1967 sulla NBC, posizionandosi all'11º posto nei rating Nielsen di fine anno con il 22,8% di penetrazione e con una media superiore ai 12 milioni di spettatori.
| nº | Titolo originale                    | Titolo italiano | Prima TV USA      | Prima TV Italia |
| -- | ----------------------------------- | --------------- | ----------------- | --------------- |
| 1  | Legacy of Hate                      |                 | 14 settembre 1966 |                 |
| 2  | Ride to Delphi                      |                 | 21 settembre 1966 |                 |
| 3  | The Captive                         |                 | 28 settembre 1966 |                 |
| 4  | An Echo of Thunder                  |                 | 5 ottobre 1966    |                 |
| 5  | Jacob Was a Plain Man               |                 | 12 ottobre 1966   |                 |
| 6  | The Challenge                       |                 | 19 ottobre 1966   |                 |
| 7  | Outcast                             |                 | 26 ottobre 1966   |                 |
| 8  | Trail to Ashley Mountain            |                 | 2 novembre 1966   |                 |
| 9  | Deadeye Dick                        |                 | 9 novembre 1966   |                 |
| 10 | High Stakes                         |                 | 16 novembre 1966  |                 |
| 11 | Beloved Outlaw                      |                 | 23 novembre 1966  |                 |
| 12 | Linda                               |                 | 30 novembre 1966  |                 |
| 13 | The Long Way Home                   |                 | 14 dicembre 1966  |                 |
| 14 | The Girl on the Glass Mountain      |                 | 28 dicembre 1966  |                 |
| 15 | Vengeance Trail                     |                 | 4 gennaio 1967    |                 |
| 16 | Sue Ann                             |                 | 11 gennaio 1967   |                 |
| 17 | Yesterday's Timepiece               |                 | 18 gennaio 1967   |                 |
| 18 | Requiem for a Country Doctor        |                 | 25 gennaio 1967   |                 |
| 19 | The Modoc Kid                       |                 | 1º febbraio 1967  |                 |
| 20 | The Gauntlet                        |                 | 8 febbraio 1967   |                 |
| 21 | Without Mercy                       |                 | 15 febbraio 1967  |                 |
| 22 | Melanie                             |                 | 22 febbraio 1967  |                 |
| 23 | Doctor Pat                          |                 | 1º marzo 1967     |                 |
| 24 | Nightmare at Fort Killman           |                 | 8 marzo 1967      |                 |
| 25 | Bitter Harvest                      |                 | 15 marzo 1967     |                 |
| 26 | A Welcoming Town                    |                 | 22 marzo 1967     |                 |
| 27 | The Girl on the Pinto               |                 | 29 marzo 1967     |                 |
| 28 | Lady of the House                   |                 | 5 aprile 1967     |                 |
| 29 | The Strange Quest of Claire Bingham |                 | 12 aprile 1967    |                 |

## Legacy of Hate
- Prima televisiva: 14 settembre 1966

### Trama
- Guest star: Troy Melton (Ed), Tyler McVey (Gillman), Jeremy Slate (Jim Dawson), Ed Prentiss (Parker), Ross Elliott (Mark Abbott), Elizabeth Harrower, Clyde Howdy (Nash), Robert F. Hoy (Pete), Dennis McCarthy (Cooper), L.Q. Jones (Belden), Jo Van Fleet (Lee Calder)

## Ride to Delphi
- Prima televisiva: 21 settembre 1966
- Diretto da: Anton Leader
- Soggetto di: Don Tait

### Trama
- Guest star: Ross Hagen, Bernie Hamilton (Ransome Kiley), Angie Dickinson (Annie Carlson), Ron Russell (Lemoine Carlson), Warren Oates (Buxton), Harold Stone (Einar Carlson)

## The Captive
- Prima televisiva: 28 settembre 1966
- Diretto da: Don Weis
- Scritto da: Peter Packer

### Trama
- Guest star: Susan Strasberg (Liliota/Katherine Ann Emory), Alex Sharp (lavoratore nel ranch), Virginia Vincent (Louise Emory), Gus Trikonis (Running Elk), Ross Elliott (sceriffo Abbott), Michael Forest (tenente di cavalleria), Don Hanmer (Roger Emory), Tina Menard (Elk Woman), Than Wyenn (Grey Horse)

## An Echo of Thunder
- Prima televisiva: 5 ottobre 1966
- Diretto da: Abner Biberman
- Scritto da: Don Ingalls

### Trama
- Guest star: Mark Miranda (Chico), William Keene (ministro/sacerdote), Barbara Werle (Delores), Les Tremayne (Horatio Troast), John Anderson (vice sceriffo Sam Morrell), Indus Arthur (Margaret Lundy), Brendon Boone (vice sceriffo Griff), Linden Chiles (Ben Fancher), Jon Drury (Hank), Jason Evers (sceriffo Harry Lundy), Shug Fisher (addetto al telegrafo), Harold 'Hal' Frizzell (cowboy)

## Jacob Was a Plain Man
- Prima televisiva: 12 ottobre 1966

### Trama
- Guest star: L.Q. Jones (Belden), Edward Faulkner (Packer), Aldo Ray (Jacob 'Jake'), Robert Pine (Curley), Larry J. Blake (Barker), Peter Duryea (Nicky), Alfred Ryder (Ketch)

## The Challenge
- Prima televisiva: 19 ottobre 1966
- Diretto da: Don McDougall
- Soggetto di: Joy Dexter

### Trama
- Guest star: Byron Keith (dottor Manning), Clyde Howdy (Marshal Coons), Bing Russell (Sam Fuller), Ed Peck (sceriffo Milt Hayle), Barbara Anderson (Sarah Crayton), Hal Bokar (Hank Logan), Lew Brown (vicesceriffo Ellis), Michael Burns (Bobby Crayton), Dan Duryea (Ben Crayton), Don Galloway (Jim Tyson), Grant Woods (Walt Sturgess)

## Outcast
- Prima televisiva: 26 ottobre 1966
- Diretto da: Alan Crosland, Jr.
- Scritto da: Lou Shaw

### Trama
- Guest star: Milton Selzer (Harold Bitz), Fabian (Charlie Ryan), Boyd Stockman (conducente della diligenza), Quintin Sondergaard (Zach), Marvin Brody (Horace), George D. Wallace (sceriffo di Portersville)

## Trail to Ashley Mountain
- Prima televisiva: 2 novembre 1966
- Diretto da: Abner Biberman
- Scritto da: Sy Salkowitz

### Trama
- Guest star: Hugh Marlowe (Ed Wells), Monica Lewis (Connie Wells), Martin Milner (Case), Judi Meredith (Ruth), Steve Carlson (Willy Parker), Paul Comi (Jack Harlan), Jackie Coogan (Bodey), Gene Evans (Blanchard), Ross Elliott (sceriffo Abbott), George Kennedy (Huck Harkness), Raymond St. Jacques (Allerton)

## Deadeye Dick
- Prima televisiva: 9 novembre 1966

### Trama
- Guest star: Alice Rawlings (Marjorie Hammond), William Phipps (Hank), Simon Scott (procuratore distrettuale), William Schallert (Harry Foley), Chuck Courtney (Blake), Patricia Donahue (Mrs. Livvy Underhill), Walter Woolf King (giudice Winters), David Macklin (Bob Foley), Dennis McCarthy (cittadino), Ollie O'Toole (sportellista della banca), June Vincent (Mrs. Lucille Hammond)

## High Stakes
- Prima televisiva: 16 novembre 1966
- Diretto da: Thomas Carr
- Scritto da: True Boardman

### Trama
- Guest star: Terry Moore (Alma Wilson), Jack Lord (Roy Dallman), Walter Reed (Caleb), Dirk Rambo (Wesley Hedges), Michael Ansara (Paul Dallman), Robert Carson (Elias Duke), William Fawcett (stalliere), Harry Hickox (Charley Kane), Mark Tapscott (sceriffo Adams)

## Beloved Outlaw
- Prima televisiva: 23 novembre 1966

### Trama
- Guest star: John Bryant (dottor Spaulding), John Harmon (banditore), Bing Russell (Gabe Sloan), James McCallion (Hostler), John Archer (Paul Nelson), James Beck (Peters), Don Wilbanks (Jenkins)

## Linda
- Prima televisiva: 30 novembre 1966

### Trama
- Guest star: Diane Baker (Linda Valence), James E. Brown (Mark Fallon), Clifton James (Big Ben Albright), Bill Fletcher (Whitey Luder), Frank McGrath (Neddie Henshaw)

## The Long Way Home
- Prima televisiva: 14 dicembre 1966
- Diretto da: Abner Biberman
- Scritto da: Andy Lewis

### Trama
- Guest star: Pernell Roberts (Jim Boyer Sr.), Jay Ripley (Dawkins), Don Stroud (Cate), Jan Shepard (Jessica Boyer), Noah Beery Jr. (Ed Simpson), Michael Burns (Jim Boyer Jr.), Leslie Nielsen (Ben Stratton)

## The Girl on the Glass Mountain
- Prima televisiva: 28 dicembre 1966

### Trama
- Guest star: Michael Greene (Rail), Dorothy Green (Mrs. Maguire), Steve Raines (Winky), Laurie Mitchell, Ed Prentiss (Winner), John Archer (Connally), Pamela Austin (Donna), Brian Avery (Paul), Hugh Beaumont (Maguire), Tom Tryon (Howie Sheppard)

## Vengeance Trail
- Prima televisiva: 4 gennaio 1967
- Diretto da: Thomas Carr
- Scritto da: John Hawkins, Ward Hawkins

### Trama
- Guest star: Ron Russell (Toby Willard), Mary Ann Mobley (Ellie Willard), John Zaremba (Polk), Jeff Scott (vicesceriffo Cal Brown), William Bramley (Del Hobart), Barbara Eiler (Fredrika King), Ben Hammer (Quincey King), Noah Keen (giudice Benson), Wesley Lau (sceriffo Ben Morris), Warren Hammack (Joe Willard)

## Sue Ann
- Prima televisiva: 11 gennaio 1967
- Diretto da: Gerald Mayer
- Soggetto di: Gabrielle Upton

### Trama
- Guest star: Kerry MacLane (Jim), Rita Lynn (Mrs. Crandall), Charles Land (Hand), Tim McIntire (Milt), Roy Barcroft (Mr. Tait), Edward Binns (Pa McRea), Paul Carr (Joe), Patty Duke (Sue Ann MacRae), Boyd Stockman (conducente della diligenza)

## Yesterday's Timepiece
- Prima televisiva: 18 gennaio 1967
- Diretto da: Abner Biberman
- Soggetto di: Al Ramrus, John Shaner, Sy Salkowitz

### Trama
- Guest star: Pat O'Brien (Doc Bigelow), Stuart Erwin (Williams), Robert F. Simon (Rare Potter), Kelly Jean Peters (Elaine), Bruce Bennett (Silas Graham), Andy Devine (Amos Tyke), Audrey Totter (Mrs. Archer)

## Requiem for a Country Doctor
- Prima televisiva: 25 gennaio 1967
- Diretto da: Don McDougall
- Soggetto di: Judith Barrows, Robert Guy Barrows

### Trama
- Guest star: Debbie Watson (Lucy Marsh), Ford Rainey (sceriffo), Tom Baker (vice), Morgan Woodward (Randall), Dee Carroll (Sarah Miller), John Doucette (Lumberfield), Dick Foran (sindaco), Tim Graham (commesso), Coleen Gray (Mrs. Marsh), Raymond Guth (Josh Miller), Cloris Leachman (Clara), Smoki Whitfield (Carpenter)

## The Modoc Kid
- Prima televisiva: 1º febbraio 1967
- Diretto da: Abner Biberman
- Scritto da: Leslie Stevens

### Trama
- Guest star: Paul Fix (dottor Hinton), Harrison Ford (Cullen Tindall), John Goddard, John Saxon (Dell Stetler)

## The Gauntlet
- Prima televisiva: 8 febbraio 1967
- Diretto da: Thomas Carr
- Scritto da: Lou Shaw

### Trama
- Guest star: Marian McCargo (May Keets), Harry Lauter (Lund), Robert Williams (Hardy), Peter Mark Richman (Al Keets), Stefan Arngrim (Jimmy Keets), Bruce Bennett, Calvin Brown (Gus), Fred Carson (Walvis), Pitt Herbert (dottore), Tony Young (Shoop)

## Without Mercy
- Prima televisiva: 15 febbraio 1967

### Trama
- Guest star: Lorraine Gary (Martha Young), Lonny Chapman (Donovan Young), Warren Hammack (Gil Blinns), James Gregory (Cal Young), Katherine Walsh (Kathy Young)

## Melanie
- Prima televisiva: 22 febbraio 1967
- Diretto da: Abner Biberman
- Scritto da: Stephen Lord

### Trama
- Guest star: Susan Clark (Melanie Kohler), Clint Howard (Tommy), Victor Jory (Jim Kohler)

## Doctor Pat
- Prima televisiva: 1º marzo 1967

### Trama
- Guest star: Dennis McCarthy (Hal Collins), Jean Inness (Mrs. Anderson), Ed Prentiss (Jensen), Kathleen O'Malley (Katy Anderson), Don 'Red' Barry (Charles Coulter), Mari Blanchard (Marie Coulter), John Bryant (dottore Spaulding), Bobby Buntrock (Tim Bates), Walter Coy (Mr. Bates), Jill Donohue (dottoressa Patricia O'Neill), Michael St. Angel (Roy Parker)

## Nightmare at Fort Killman
- Prima televisiva: 8 marzo 1967
- Diretto da: Abner Biberman
- Scritto da: John Hawkins, Ward Hawkins

### Trama
- Guest star: Harry Harvey (capostazione), James Daly (sergente Joe Trapp), Johnny Seven (Tom Beale), Don Mitchell (soldato Martin), Dee Cooper (Non. Com.), Les Crane (capitano MacDowell), Wally Strauss (Company Clerk)

## Bitter Harvest
- Prima televisiva: 15 marzo 1967

### Trama
- Guest star: Russ Conway (Tom Hadley), Whitney Blake (Marie Adams), Larry Pennell (Carl Rand), John Lupton (Frank Adams), Michael Shea (Jamie Adams)

## A Welcoming Town
- Prima televisiva: 22 marzo 1967
- Diretto da: Abner Biberman
- Soggetto di: Norman Jolley, William Talman

### Trama
- Guest star: Frank Overton (Sam Atkins), Ollie O'Toole (analizzatore), Russell Thorson (Daniel Marsh), Phillip Pine (sceriffo), Jocelyn Brando (Ida Martin), Alex Cord (Bill Lee), Jim Creech (Buddy Lee), Lynda Day George (Judy Atkins), Robert Fuller (Clint Richards), Carole Wells (Cathy Atkins)

## The Girl on the Pinto
- Prima televisiva: 29 marzo 1967

### Trama
- Guest star: Quintin Sondergaard (Arnold Scott), Valora Noland (Amanda Harley), Don Stewart (Urban Scott), Warren Stevens (Richard Pierce), R. G. Armstrong (Frederick Harley), Stephen Coit (negoziante), John Bryant (dottor Spaulding), Sam Edwards (Hank the Hotel Clerk), Ross Elliott (sceriffo Abbott), Vivi Janiss (Miriam Harley), Sandy Kenyon (Bert Robinson), Ken Mayer (Marshal John Howard), Don Wilbanks (capostazione)

## Lady of the House
- Prima televisiva: 5 aprile 1967
- Diretto da: Abner Biberman
- Scritto da: Leslie Stevens

### Trama
- Guest star: L.Q. Jones (Belden), Myrna Loy (Mrs. Miles)

## The Strange Quest of Claire Bingham
- Prima televisiva: 12 aprile 1967

### Trama
- Guest star: Andrew Prine (Chuck Larson), Sandra Smith (Claire Bingham)